# Trichopoda melanopus
Trichopoda melanopus är en tvåvingeart som beskrevs av Robineau-desvoidy 1830. Trichopoda melanopus ingår i släktet Trichopoda och familjen parasitflugor. Inga underarter finns listade i Catalogue of Life.